# Cezarjeva mostova čez Ren
Cezarjeva mostova čez Ren, prva dva zapisana mostova, ki sta prečkala reko Ren, je zgradil Julij Cezar in njegovi legionarji med galskimi vojnami leta 55 pred našim štetjem in 53 pred našim štetjem. Strateško uspešna veljata tudi kot mojstrovini vojaškega inženirstva. 

## Ozadje
Pri osvajanju Cezarjeve Galije je bilo potrebno utrditi vzhodno mejo novih pokrajin proti roparskim germanskim plemenom. Plemena so se počutila varno na vzhodni strani reke Ren, saj so zaupali reki kot naravni meji, ki je sicer ponujala kritje pred napadi. Cezar se je odločil, da se z njimi sooči. Prav tako je želel pokazati podporo Ubianom, zavezniškemu nemškemu plemenu iz druge strani reke Ren. Medtem ko bi lahko prečkali reko s čolni, kot so ponudili Ubiani, se je odločil, da zgradi most, s čimer je hotel dokazati sposobnost Rima spopasti se v vsakem trenutku z germanskimi plemeni in poleg tega, kot je navedeno v njegovem Commentarii de bello Gallico (komentarju na galske vojne), se ta pristop sklada z njegovim dostojanstvom in slogom, bolj kot karkoli drugega.

## Konstrukcija

### Prvi most
Za izgradnjo prvega mostu je Cezar po vsej verjetnosti izbral lokacijo med Andernachom in Neuwiedom, dolvodno od Koblenza na reki Ren. Knjiga 4 (Liber IV) njegovih komentarjev daje tehnične podrobnosti tega lesenega paličnega mostu. Dvojni leseni piloti so bili zabitih v dno reke, ki so jih zabili s pomočjo velikega kamna in vitla za njegovo dvigovanje, pri čimer so podporne kole pripeljali v strugo s čolni. Skrajna gorvodna in dolvodna pilota sta poševna in zavarovana z gredjo, nato je več segmentov povezanih za osnovo mostu. Nasprotujoča modela sta bila predstavljena na podlagi njegovega opisa.  Ločeni gorvodno piloti so bili uporabljeni kot zaščitne ovire proti ladijskim in morebitnim drugim napadom, medtem ko so stražni stolpi zaščitili pristop. Dolžina mostu je bila ocenjena na 140 do 400 m, njegova širina 7 do 9 m. Globina reke je lahko dosegla do 9,1 m.
Gradnja mostu je pokazala, da bi šel lahko Julij Cezar, in Rim, kamorkoli, pa čeprav le za nekaj dni. Ker je imel na razpolago več kot 40.000 vojakov, so zgradili prvi most v samo 10 dneh z uporabo lokalnega lesa. Prečkal ga je s svojimi četami na vzhodni strani in zažgal nekaj vasi, vendar je ugotovil, da so se plemena Sikambri in Svebi premaknili proti vzhodu. Plemena so se združila in so bila pripravljena se spopasti s cesarjevo vojsko. Ko je Cezar slišal za to, je hitro zapustil območje in za sabo porušil most. Stal je le 18 dni. Cezar se je brez večjih bojev vrnil v Galijo.

### Drugi most
Dve leti kasneje, tik ob lokaciji prvega mosta, verjetno pri današnjem Urmitzu (blizu Neuwieda), je Cezar postavili drugi most, zgrajen "v nekaj dneh", kot je opisano v knjigi 6 (Liber VI). Njegove ekspedicijske sile so vdrle na podeželje, vendar niso naletela na večje nasprotovanje, saj so se Svebi umaknili. Po vrnitvi v Galijo je most spet podrl.

## Rezultat
Cezarjeva strategija je bila učinkovita, ker je bil sposoben braniti vzhodno mejo Galije. Pokazalo se je, da so bili Rimljani sposobni z lahkoto prečkati Ren in odslej več stoletij ni bilo pomembnih germanskih vdorov preko Rena. Poleg tega mu je ta dosežek služil pri zagotavljanju njegove slave doma.
V času rimske kolonizacije doline Rena je bilo pozneje zgrajenih več stalnih mostov: pri Castra Vetera (Xanten), Colonia Claudia Ara Agrippinensium (Köln), Confluentes (Koblenz), in Moguntiacum (Mainz).

## Polemika o lokaciji
Špekulacije o lokaciji mostov, zaradi začasne narave gradnje in pomanjkanja natančnih podatkov v Cezarjevem poročilu, obstajajo. Toda izkopanine na področju Andernach-Neuwieda so dale ostanke pilotov, ki naj bi bili ostanki Cezarjevih mostov. Kot alternativna omenjeni lokaciji je bila omenjeno mesto južno od Bonna.